# Вриони, Сами Бей
Сами Бей Вриони (алб. Sami Bej Vrioni; 1876, Берат, провинции Янина Османской империи — 1947, Берат) — албанский политик, дипломат и землевладелец. Делегат съезда во Влёре, на котором была провозглашена независимость страны.

## Биография
Представитель выдающегося дворянского рода Албании. Сын Омера-паши Вриони Айи, политика, премьер-министра, главы одной из самых влиятельных албанских семей XIX века.
Сами Бей Вриони был владельцем около 5000 гектаров сельскохозяйственных угодий на юге Албании.
Окончил высшую школу в Стамбул. Получил образование агронома и инженера. Говорил на турецком, арабском, итальянском и французском языках. Работал в османской администрации.
В 1912 г. был сенешалем у принца Вильгельма Вида.
На выборах в парламент Османской империи в 1912 году получил мандат депутата от округа Берат.
Был избран делегатом от Берата на съезд во Влёре, который провозгласил Декларации независимости Албании 28 ноября 1912 году.
Тесно сотрудничал с Эссадом-пашой Топтани. Был женат на его дочери.
Во время Первой мировой войны служил префектом округа Берат. В апреле 1917 г. участвовал в составе албанской делегации на переговорах в Вене.
В 1918 году был участником конгресса в Дурресе, который при тесном взаимодействии с властями Италии привёл к власти правительства Албании во главе с Турхан-пашой Пермети.
С. Вриони стал членом правительстве ответственным за сельское хозяйство и торговлю (декабрь 1918—1919).
В 1919—1920 годах работал министром внутренних дел.
В 1922—1924 г. представлял округ Берат в парламенте Албании. Во время политического кризиса в мае 1924 года после смерти Авни Рустеми С. Вриони во главе правительственной делегации вёл переговоры с оппозицией. Эта миссия закончилась провалом.
Депутат парламента Албании (1924—1925, 1928—1932).
Член албанского Сената (1925—1928).
В 1945 г. С. Вриони был арестован коммунистическими властями. Умер в тюрьме после жестоких пыток.